# Biserica romano-catolică Sf. Ecaterina din Ditrău

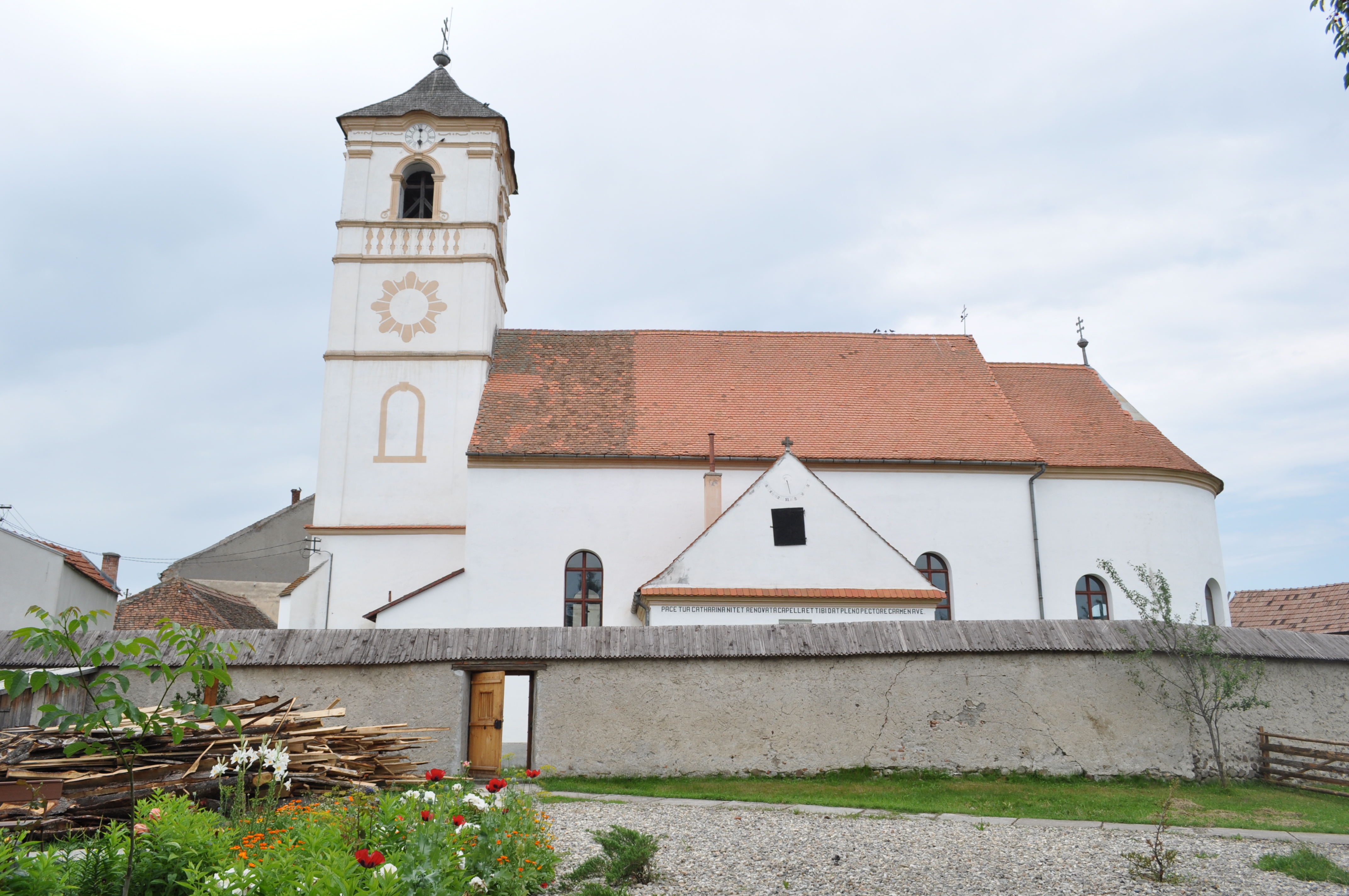
Biserica romano-catolică „Sf. Ecaterina” din Ditrău, județul Harghita, foto: iulie 2011.

Biserica romano-catolică „Sf. Ecaterina" din Ditrău, județul Harghita, a fost construită între anii 1546-1557. Lăcașul de cult figurează pe lista monumentelor istorice 2010, cod LMI HR-II-a-B-12816.

## Istoric și trăsături
Biserica romano-catolică veche (biserica Ecaterina sau biserica mică) se află în centrul așezării, având ca patroană pe Sfânta Ecaterina de Alexandria. A fost construită între anii 1546-1557, cu o capacitate de numai 600 de credincioși, număr depășit rapid de localitatea care a cunoscut o creștere fără precedent. A fost construită inițial ca o biserică-cetate, porțiuni din zidul de apărare putând fi observate și astăzi. 
Potrivit istoricului Károly Benkő, parohia catolică din Ditrău a existat încă dinainte de anul 1500. În timpul Reformei protestante, biserica din localitate a fost subordonată comunității catolice din comuna harghiteană Lăzarea, recăpătându-și autonomia în 1711.
Marea fereastră gotică din peretele sudic a fost ulterior astupată. Ușa de intrare conține elemente sculptate din ușa gotică originală, iar turnul bisericii e înalt de 35 m.
Biserica a căzut victima flăcărilor de mai multe ori, ultima dată în 1714. Interiorul are ornamente în stil baroc, inclusiv inscriptiile latinești: Ecclesia haec aedificate ab anno 1756 ad an. 1757 și Gens Hungara, quid trepidas... Tabloul votiv, care este datat din anul 1600, este, probabil, din altarul original al primei biserici.
Renovată de mai multe ori, prima oară fiind în 1658, apoi în 1712, la începutul secolului al XX-lea și în 1996.

## Imagini

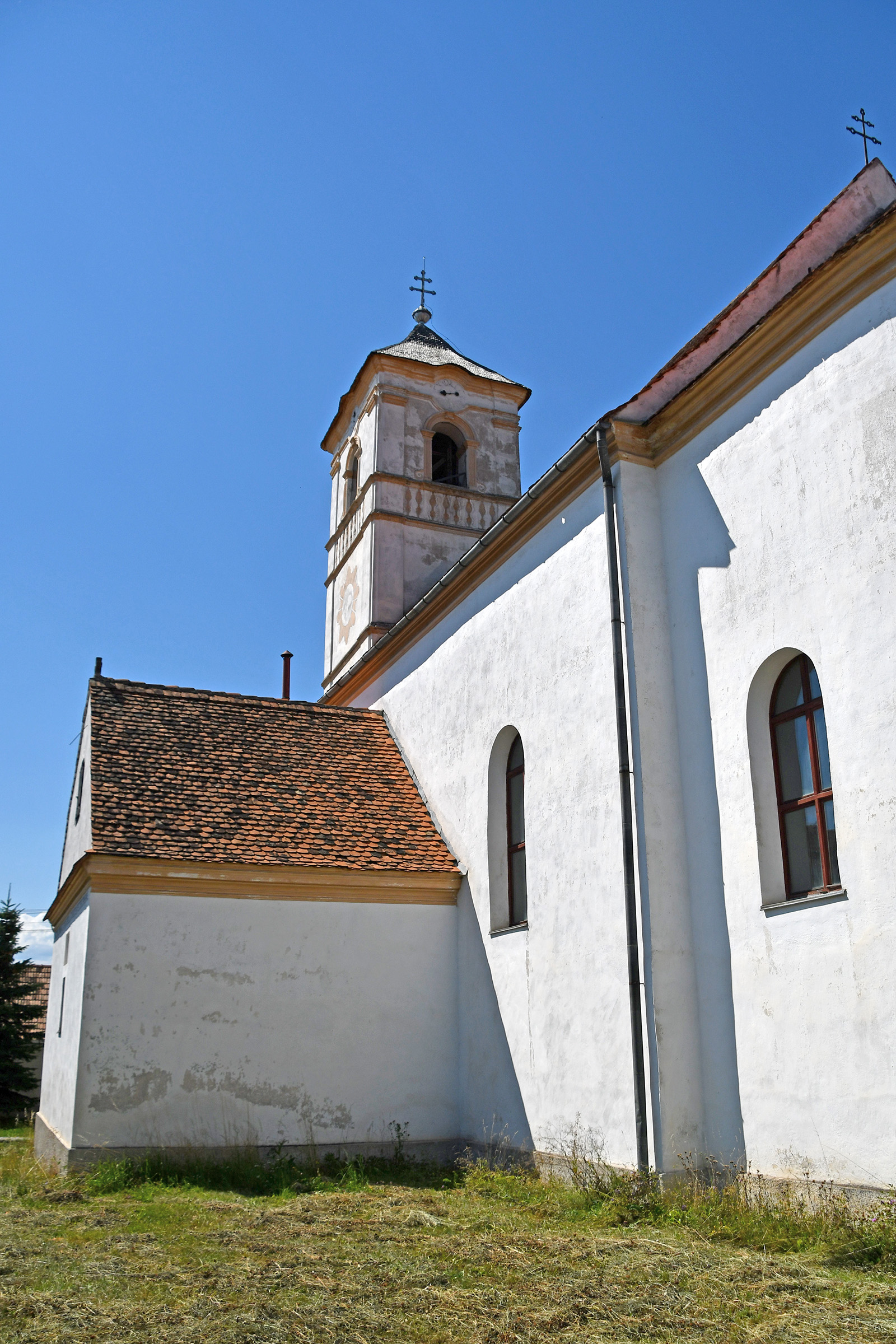
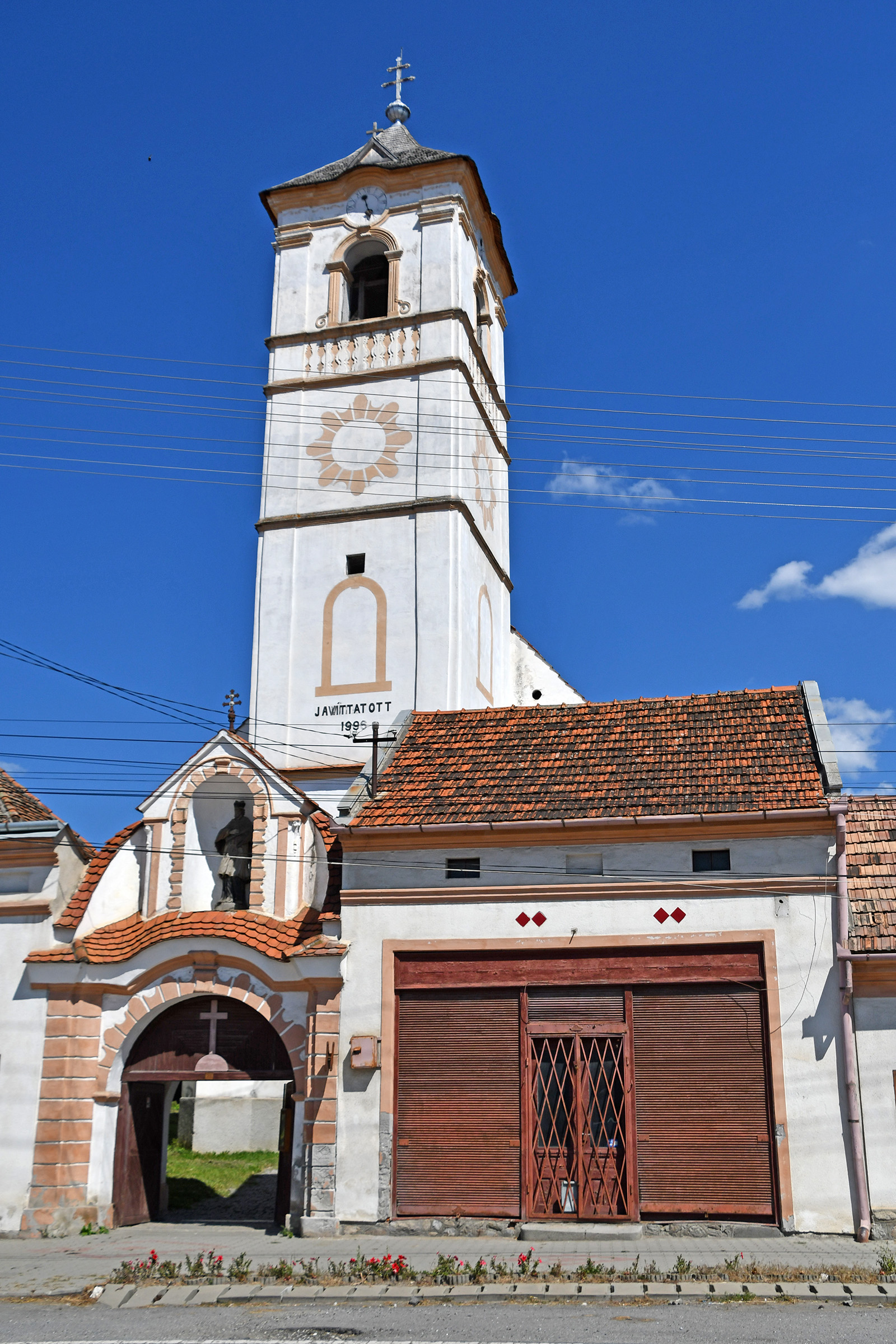
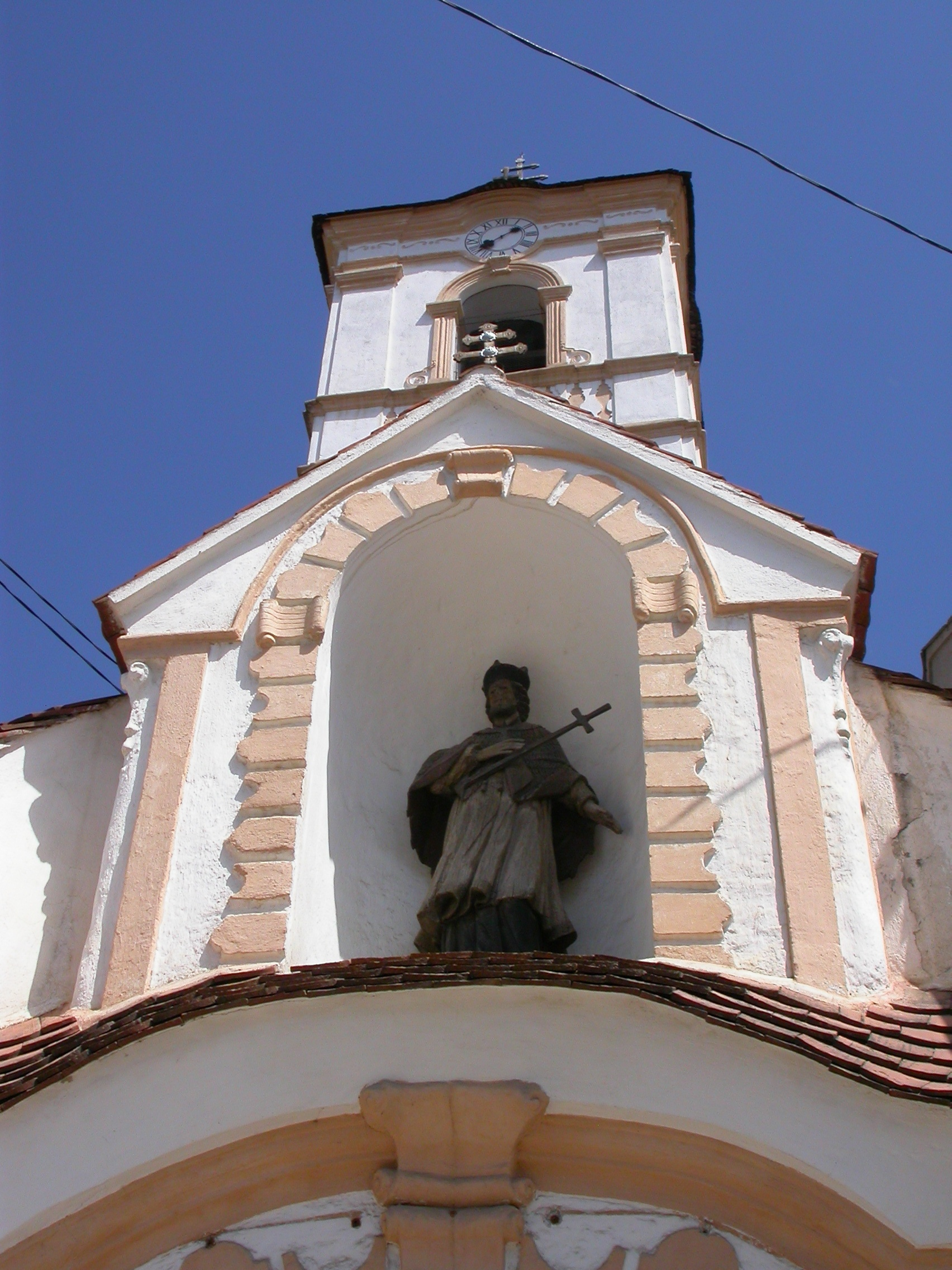
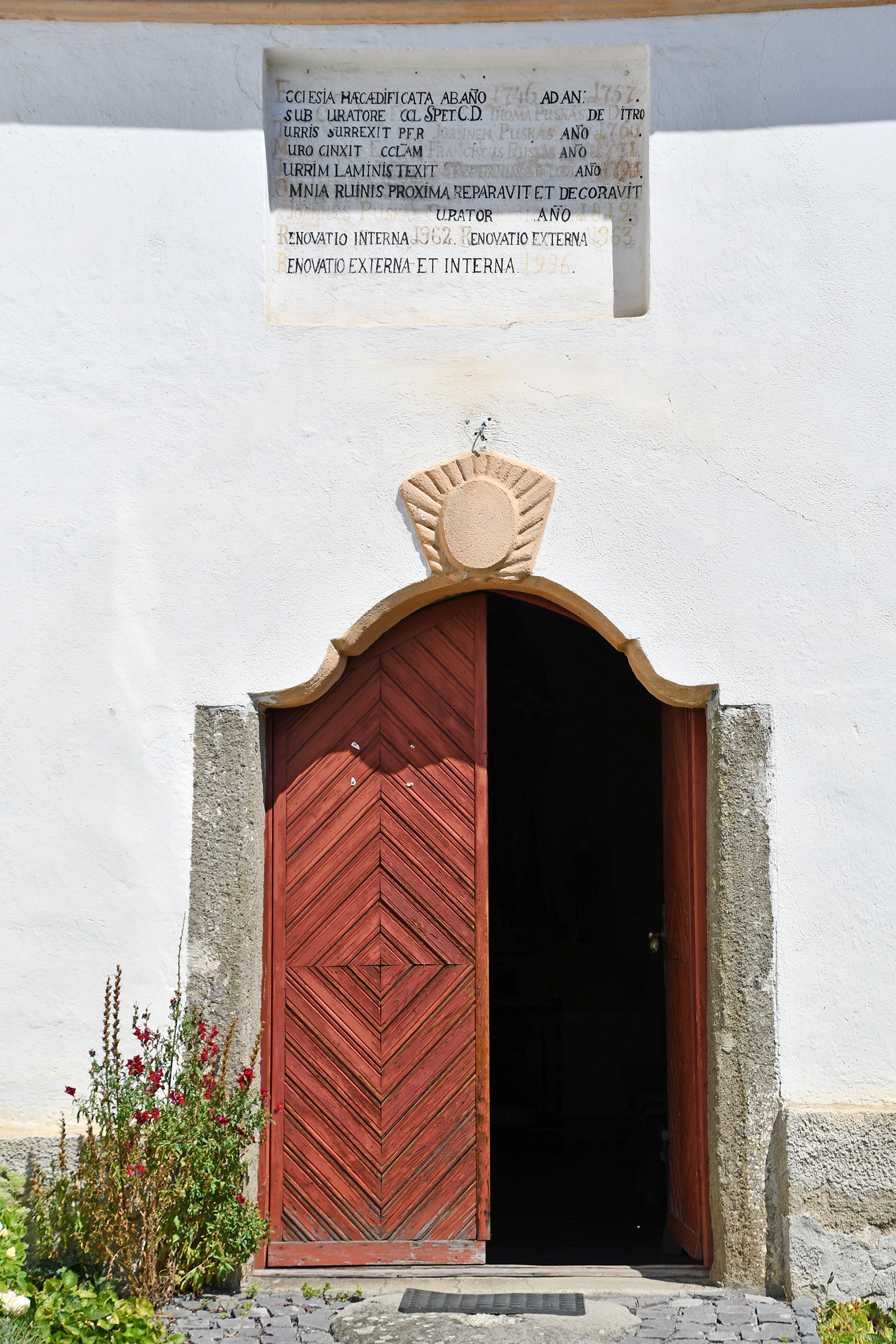
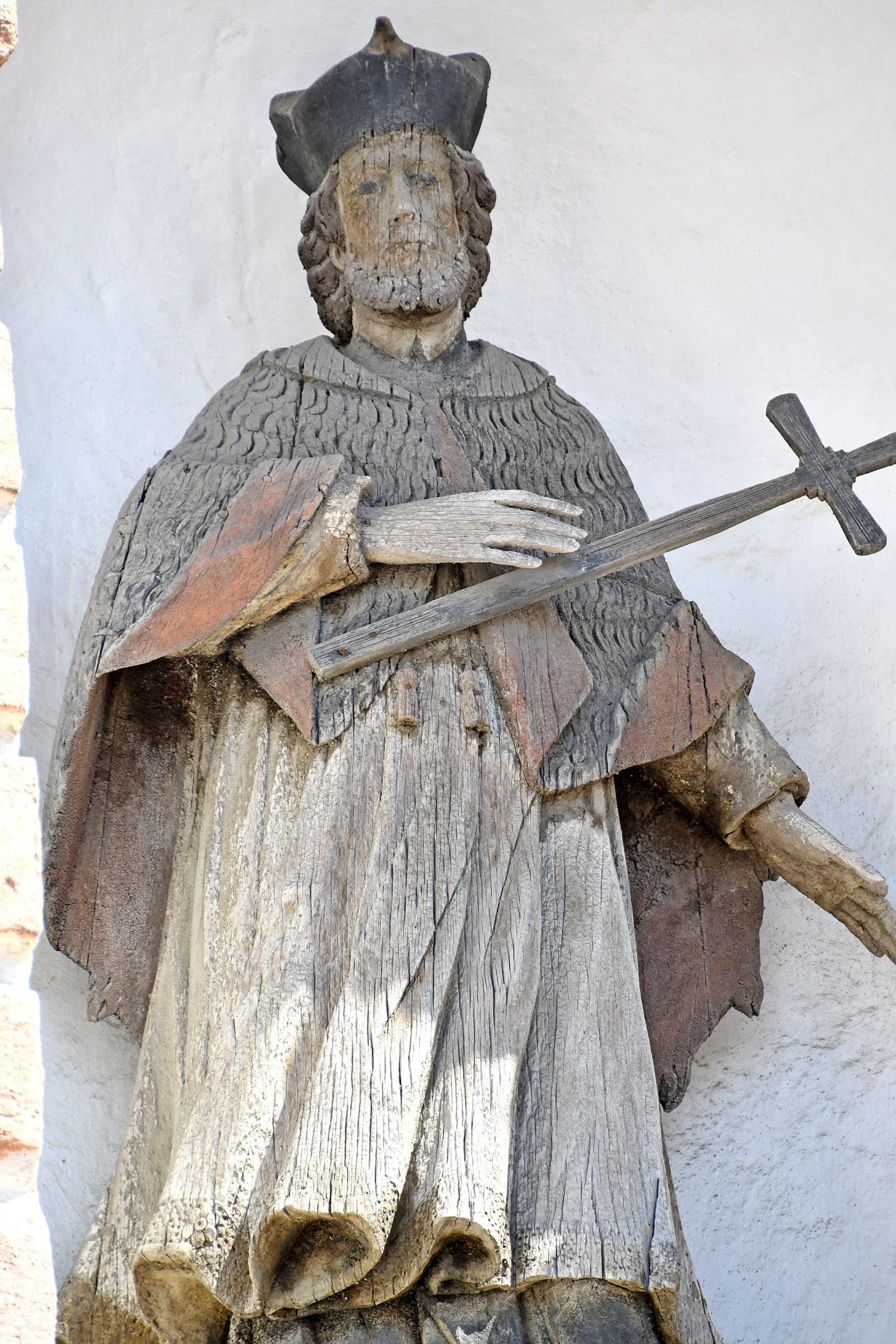
Statuia Sfântului Ioan Nepomuk
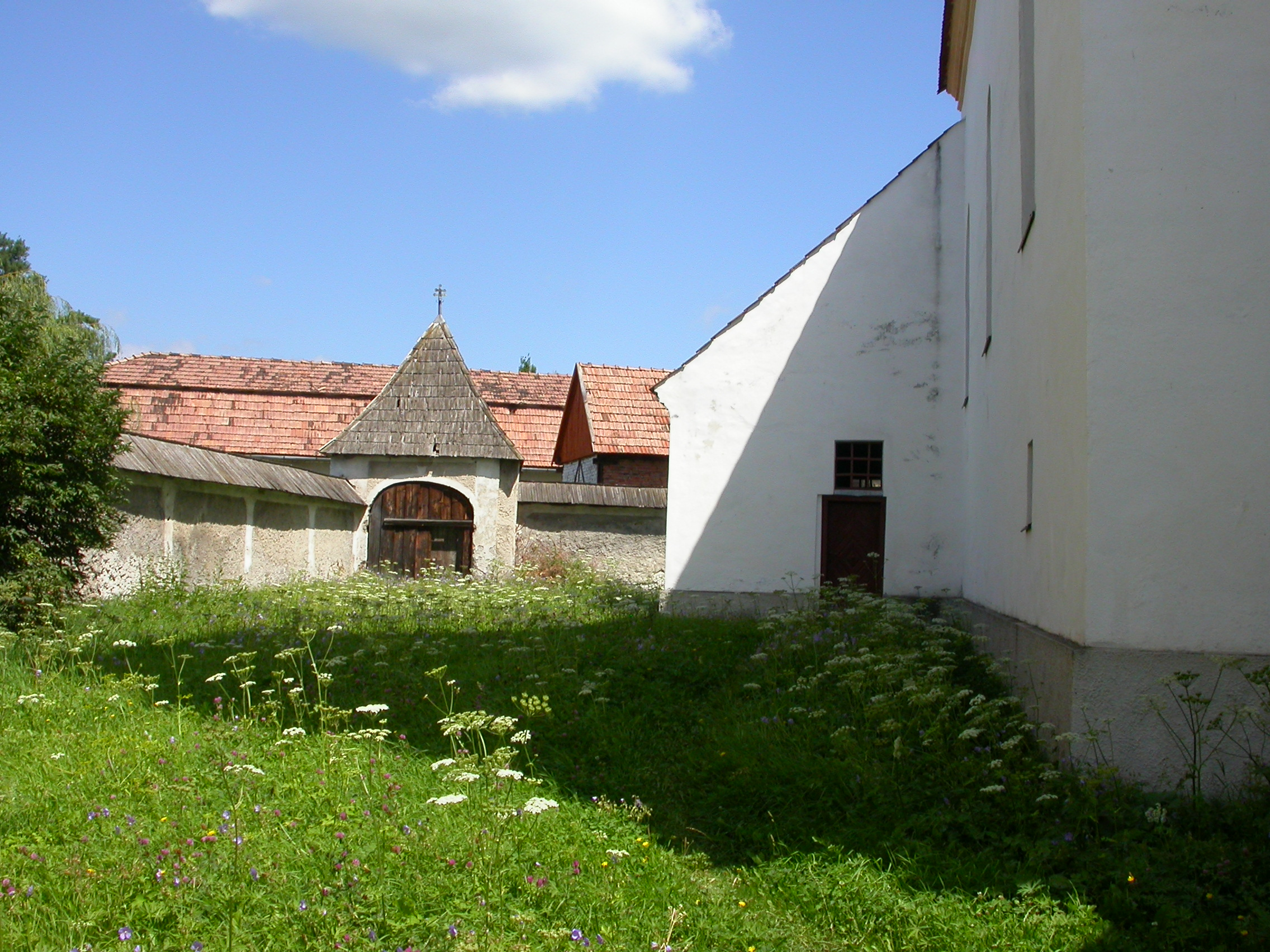
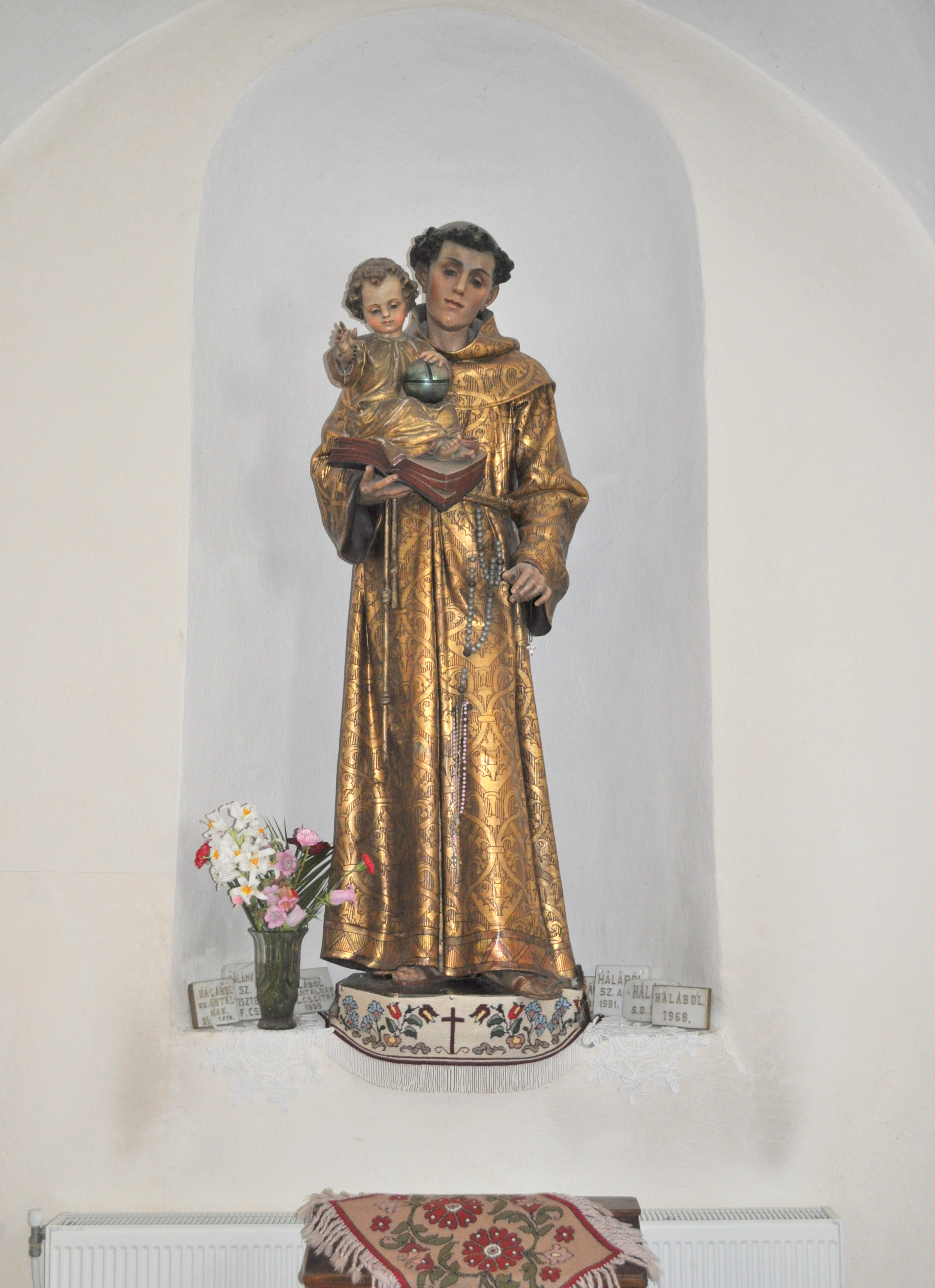
Statuia Sfântului Anton de Padova